# Alexander Kerfoot
Alexander Kerfoot (* 11. August 1994 in Vancouver, British Columbia) ist ein kanadischer Eishockeyspieler, der seit Juni 2024 bei den Utah Mammoth aus der National Hockey League unter Vertrag steht. Zuvor verbrachte der Center zwei Spielzeiten in Diensten der Colorado Avalanche, spielte vier Jahre für die Toronto Maple Leafs und war ein Jahr bei den Arizona Coyotes aktiv.

## Karriere
Alexander Kerfoot wurde in Vancouver geboren und spielte dort in seiner Jugend unter anderem für die Vancouver NorthWest Giants. 2011 wechselte er zu den Coquitlam Express in die zweitklassige British Columbia Hockey League (BCHL), obwohl er auch in der höherklassigen Western Hockey League bei den Seattle Thunderbirds hätte auflaufen können, die ihn im WHL Bantam Draft 2009 ausgewählt hatten. In seiner ersten kompletten BCHL-Saison kam der Angreifer auf 69 Scorerpunkte in 51 Spielen und wurde infolgedessen ins BCHL First All-Star Team berufen. Anschließend wählten ihn die New Jersey Devils im NHL Entry Draft 2012 an 150. Position aus, bevor er einen Großteil der Spielzeit 2012/13 aufgrund einer Schulterverletzung verpasste.
Im Herbst 2013 schrieb sich Kerfoot an der Harvard University und begann dort ein Studium der Wirtschaftswissenschaft, während er parallel für das Eishockey-Team der Universität auflief, die Harvard Crimson. In dem Team etablierte sich der Center spätestens als Sophomore als regelmäßiger Scorer und gewann mit den Crimson in dieser Saison 2014/15 auch die Meisterschaft der Eastern College Athletic Conference (ECAC), einer Conference innerhalb des Spielbetriebs der National Collegiate Athletic Association (NCAA). 2016 folgte die Berufung ins ECAC Third All-Star Team, bevor der Kanadier mit den Crimson am Ende der Spielzeit 2016/17 eine weitere ECAC-Meisterschaft feierte. Darüber hinaus war er einer von zehn Finalisten um den Hobey Baker Memorial Award, mit dem der beste College-Spieler der gesamten Vereinigten Staaten geehrt wird. In diesem Jahr ging die Trophäe allerdings an Will Butcher.
Nach vier Jahren und einem abgeschlossenen Studium verließ Kerfoot die Harvard University im Jahre 2017. Die von den New Jersey Devils im NHL Entry Draft erworbenen Spielerrechte an ihm waren bereits abgelaufen, sodass er nun mit allen Franchise in Verhandlung treten durfte, wobei er neben Will Butcher als einer der gefragtesten College-Free-Agents galt. Verstärktes Interesse zeigten in der Folge vor allem die Colorado Avalanche sowie die Vancouver Canucks aus seiner Heimatstadt, wobei sich Kerfoot schließlich für die Avalanche entschied und dort im August 2017 einen entsprechenden Einstiegsvertrag unterzeichnete. In der anschließenden Saisonvorbereitung erarbeitete sich der Angreifer einen Platz im NHL-Aufgebot der Avalanche und debütierte schließlich im Oktober 2017 in der National Hockey League (NHL). Im Laufe seiner ersten NHL-Saison erzielte er 43 Scorerpunkte in 79 Spielen, denen er in seinem zweiten Jahr mit 42 Punkten einen nahezu identischen Wert folgen ließ.
Obgleich der Entwicklung des Stürmers trennte sich die Avalanche im Juli 2019 via Transfer von ihm, als seine Vertragsrechte gemeinsam mit Tyson Barrie und einem Sechstrunden-Wahlrecht im NHL Entry Draft 2020 zu den Toronto Maple Leafs transferiert wurden. Im Gegenzug wechselten Nazem Kadri, Calle Rosén und ein Drittrunden-Wahlrecht im selben Draft nach Denver zur Avalanche. Wenig später gaben die Leafs bekannt, Kerfoot mit einem Vierjahresvertrag ausgestattet zu haben, der ihm ein durchschnittliches Jahresgehalt von 3,5 Millionen US-Dollar einbringen sollte. Diesen erfüllte er und wechselte anschließend im Juli 2023 zu den Arizona Coyotes, wo er einen Zweijahresvertrag mit dem gleichen Salär wie zuvor bei den Leafs unterzeichnete. Mit den Coyotes vollzog er nach der Saison 2023/24 den Umzug nach Salt Lake City, wo er fortan für den Utah Hockey Club aktiv ist. Das Team benannte sich im Mai 2025 in Utah Mammoth um.

## Erfolge und Auszeichnungen
| - 2012 BCHL First All-Star Team - 2015 Whitelaw-Cup-Gewinn mit der Harvard University - 2016 ECAC Third All-Star Team | - 2017 Whitelaw-Cup-Gewinn mit der Harvard University - 2017 Finalist um den Hobey Baker Memorial Award |

## Karrierestatistik
Stand: Ende der Saison 2024/25
(Legende zur Spielerstatistik: Sp oder GP = absolvierte Spiele; T oder G = erzielte Tore; V oder A = erzielte Assists; Pkt oder Pts = erzielte Scorerpunkte; SM oder PIM = erhaltene Strafminuten; +/− = Plus/Minus-Bilanz; PP = erzielte Überzahltore; SH = erzielte Unterzahltore; GW = erzielte Siegtore; 1 Play-downs/Relegation; Kursiv: Statistik nicht vollständig)

## Persönliches
Alexander Kerfoot ist der Sohn von Greg Kerfoot, Software-Milliardär und Haupteigentümer der Vancouver Whitecaps aus der Major League Soccer.